# Staatliche Universität Pawlodar
Die Staatliche Universität Pawlodar (russisch Павлодарский государственный университет им.Торайгырова) ist eine Universität in Pawlodar, Kasachstan. Sie ist nach Sultanmachmut Toraighyrow benannt.

## Geschichte
Die Universität wurde 1960 als Institut gegründet und 1996 in Staatliche Universität Pawlodar umgewandelt. Die Staatliche Universität Pawlodar – eine der größten Universitäten in Kasachstan, einem Zentrum der Bildung, Wissenschaft und Kultur ist nicht nur in der Pawlodar Region, sondern auch in der Republik.
Im Jahr 2006 betrug die Studierendenanzahl 10.000. Heute ist die Universität ist eine multidisziplinäre Hochschule, mit einem hochintelligenten wissenschaftlichen und pädagogischen Potenzial. Die Universität hat über 10.000 Studenten, mehr als 530 wissenschaftliche Mitarbeiter, darunter 20 Professoren, 217 Doktoren und 104 Dozenten.

## Studiengänge / Fachbereiche
Staatliche Universität Pawlodar hat 8 Fachbereichen, 11 wissenschaftlich-praktischen Zentren, Beratungs-Zentrum und Student Design-Büro.
- Architektur und Bau
- Betriebswirtschaft und Finance
- Biologie und Chemie
- Energie
- Geschichte und Recht
- Metallurgie, Maschinenbau und Verkehrspolitik
- Philologie, Journalistik und Kunst
- Physik, Mathematik und Informatik